# 五言絕句
五言絕句，簡稱五絕是出現於漢朝，成熟於唐代的一種近體詩。四句，每句五個字。
現時，五絕被認為近體詩中最難寫的體裁，因為它字數最少，表達的意思不可太多，要言簡意賅。

## 格式
五言絕句為近體詩的一種，格律嚴格，每首四句，每句五字，共二十字。
押韻上，第二、四句一定要押韻，第三句一定不可押韻，第一句則可押可不押。
所有近體詩都講求平仄，五言絕句中，每句第2、4個字的平仄必須相反，押韻部分，平仄不可通押。且近体诗韵字必须是平声，不能通押，即一东韵不得与二冬韵混，三江与七阳不得混，具体韵字，可查平水韵。
違反以上格律稱為犯律或出律。

## 著名詩人
- 李白
- 杜甫
- 王維
- 孟浩然
- 白居易
- 王之渙
- 刘长卿

## 格律
五绝共有四式，其中以首句不入韵为正格。
第一种：平起入韵式
平平仄仄平，仄仄仄平平。

仄仄平平仄，平平仄仄平。
第二种：平起不入韵式
平平平仄仄，仄仄仄平平。

仄仄平平仄，平平仄仄平。
第三种：仄起入韵式
仄仄仄平平，平平仄仄平。

平平平仄仄，仄仄仄平平。
第四种：仄起不入韵式
仄仄平平仄，平平仄仄平。

平平平仄仄，仄仄仄平平。
格律并非一成不变的，格律诗中，还有拗救一说，可参见拗救进一步了解。